# Gare d'Askim
La gare d'Askim est une gare ferroviaire norvégienne de la ligne d'Østfold (Østre linje), située sur le territoire de la commune d'Askim.
Mise en service en 1882, c'est une gare de la Norges Statsbaner (NSB). Elle est distante de 53,41 km d'Oslo. 

## Situation ferroviaire
La gare d'Askim se situe entre les gares de Spydeberg et de Slitu.
Ancienne gare de bifurcation elle était également une gare de la ligne de Solbergfoss.

## Histoire
La gare fut mise en service lorsque la ligne de l'est reliant Ski - Mysen - Sarpsborg fut achevée en 1882 . En 2014,les voies et les quais ont été entièrement rénovés.
De 1917 à 1964, Askim était le terminus de la Ligne de Solbergfoss.

## Service des voyageurs

### Accueil
C'est une gare avec personnel,  disposant d'abris pour les voyageurs, d'une salle d'attente et d'automates. Dans la gare se trouve un kiosque.

### Desserte
Askim est desservie par des trains locaux en direction de Skøyen et de Rakkestad. 

### Intermodalités
Un parking, de 200 places, pour les véhicules et un parc à vélo y sont aménagés. Une station de taxi est située à proximité ainsi que la gare routière.